# Денквиц
Де́нквиц или Дже́никецы (нем. Denkwitz; в.-луж. Dźenikecy) — деревня в Верхней Лужице, Германия. Входит в состав коммуны Гроспоствиц района Баутцен в земле Саксония. Подчиняется административному округу Дрезден.

## География
Располагается примерно в четырёх километрах южнее Будишина.
Соседние населённые пункты: на cевере — Баутцен, на востоке — деревня Бельшецы, на юго-востоке — административный центр коммуны Обергуриг, на юго-западе — деревни Чорне-Нослицы коммуны Обергуриг и Раша, на северо-западе — деревни Слонкецы и Добруша коммуны Добершау-Гаусиг.

## История
Впервые упоминается в 1361 году под наименованием Denkewicz.
С 1934 года входит в современную коммуну Гроспоствиц.
В настоящее время деревня входит в состав культурно-территориальной автономии «Лужицкая поселенческая область», на территории которой действуют законодательные акты земель Саксонии и Бранденбурга, содействующие сохранению лужицких языков и культуры лужичан.
Исторические немецкие наименования.
- Denkewicz, 1361
- Denkewitz, 1455
- Dinkhwitz, 1460
- Denckewicz, 1510
- Themitz, 1721
- Denckwitz, 1732

## Население
Официальным языком в населённом пункте, помимо немецкого, является также верхнелужицкий язык.
Согласно статистическому сочинению «Dodawki k statisticy a etnografiji łužickich Serbow» Арношта Муки в 1884 году в деревне проживало 14 человек (из них — 14 серболужичан (100 %)).
| 1834 | 1871 | 1890 | 1910 | 1925 |
| ---- | ---- | ---- | ---- | ---- |
| 9    | 16   | 12   | 12   | 20   |

## Достопримечательности
Памятники культуры и истории земли Саксония
- Памятный знак в честь Мартина Лютера, 1888 год (№ 09252752).